# Albert Quixall
Albert Quixall (ur. 9 sierpnia 1933 w Sheffield, zm. 12 listopada 2020) – angielski piłkarz występujący podczas kariery na pozycji napastnika.

## Kariera klubowa
Albert Quixall piłkarską karierę rozpoczął w Sheffield Wednesday w 1950. W barwach Sów występował do 1958, trzykrotnie w tym czasie spadając z klubem do Division Two. Na początku sezonu 1958/1959 przeszedł do Manchesteru United. Z Czerwonymi Diabłami zdobył Puchar Anglii w 1963. Ogółem w barwach Czerwonych Diabłów rozegrał 165 spotkań, w których zdobył 50 bramek. W 1964 przeszedł do trzecioligowego Oldham Athletic. W sezonie 1966/1967 był zawodnikiem czwartoligowego Stockport County. Karierę zakończył w amatorskim klubie Radcliffe Borough w 1968.
| Sezon   | Klub                     | Kraj   | Rozgrywki      | Mecze | Bramki |
| ------- | ------------------------ | ------ | -------------- | ----- | ------ |
| 1950/51 | Sheffield Wednesday F.C. | Anglia | Division One   | 2     | 1      |
| 1951/52 | Sheffield Wednesday F.C. | Anglia | Division Two   | 26    | 3      |
| 1952/53 | Sheffield Wednesday F.C. | Anglia | Division One   | 27    | 1      |
| 1953/54 | Sheffield Wednesday F.C. | Anglia | Division One   | 30    | 2      |
| 1954/55 | Sheffield Wednesday F.C. | Anglia | Division One   | 35    | 5      |
| 1955/56 | Sheffield Wednesday F.C. | Anglia | Division Two   | 39    | 17     |
| 1956/57 | Sheffield Wednesday F.C. | Anglia | Division One   | 41    | 22     |
| 1957/58 | Sheffield Wednesday F.C. | Anglia | Division One   | 37    | 11     |
| 1958/59 | Sheffield Wednesday F.C. | Anglia | Division Two   | 4     | 2      |
| 1958/59 | Manchester United F.C.   | Anglia | Division One   | 33    | 4      |
| 1959/60 | Manchester United F.C.   | Anglia | Division One   | 33    | 13     |
| 1960/61 | Manchester United F.C.   | Anglia | Division One   | 38    | 13     |
| 1961/62 | Manchester United F.C.   | Anglia | Division One   | 21    | 11     |
| 1962/63 | Manchester United F.C.   | Anglia | Division One   | 31    | 7      |
| 1963/64 | Manchester United F.C.   | Anglia | Division One   | 9     | 3      |
| 1964/65 | Oldham Athletic A.F.C.   | Anglia | Division Three | 13    | 6      |
| 1965/66 | Oldham Athletic A.F.C.   | Anglia | Division Three | 27    | 5      |
| 1966/67 | Stockport County F.C.    | Anglia | Division Four  | 13    | 0      |

## Kariera reprezentacyjna
W reprezentacji Anglii Quixall zadebiutował 10 października 1953 w wygranym 4-1 meczu w British Home Championship, które były jednocześnie eliminacjami mistrzostw świata z Walią. W 1954 Quixall uczestniczył w mistrzostwach świata. Na turnieju w Szwajcarii był rezerwowym i nie wystąpił w żadnym meczu. Ostatni raz w reprezentacji wystąpił 22 maja 1955 w przegranym 1-3 towarzyskim meczu z Portugalią. Ogółem Quixall rozegrał w reprezentacji 5 spotkań.
| Mecze i gole w reprezentacji | Mecze i gole w reprezentacji | Mecze i gole w reprezentacji | Mecze i gole w reprezentacji | Mecze i gole w reprezentacji | Mecze i gole w reprezentacji | Mecze i gole w reprezentacji |
| #                            | Data                         | Miasto                       | Przeciwnik                   | Gol                          | Wynik                        |                              |
| ---------------------------- | ---------------------------- | ---------------------------- | ---------------------------- | ---------------------------- | ---------------------------- | ---------------------------- |
| 1.                           | 10.10.1953                   | Cardiff                      | Walia                        |                              | 4:1                          | British Home Championship    |
| 2.                           | 21.10.1953                   | Londyn                       | Reszta Europy                |                              | 4:4                          | towarzyski                   |
| 3.                           | 11.11.1953                   | Liverpool                    | Irlandia Północna            |                              | 3:1                          | British Home Championship    |
| 4.                           | 18.05.1955                   | Madryt                       | Hiszpania                    |                              | 1:1                          | towarzyski                   |
| 5.                           | 22.05.1955                   | Porto                        | Portugalia                   |                              | 1:3                          | towarzyski                   |